# Ден Леві
Деніел Джозеф Леві CM (англ. Daniel Joseph Levy; нар. 9 серпня 1983, Торонто, Онтаріо, Канада) — канадський актор і кінорежисер. Він розпочав свою кар'єру як телеведучий на MTV Canada. Він отримав міжнародну популярність та схвалення критиків за головну роль Девіда Роуза в ситкомі CBC «Шиттс-Крік» (2015—2020), де він був співавтором та знявся в ньому разом зі своїм батьком, Юджином Леві.
Леві отримав премію «Еммі» за продюсування, сценарій, режисуру та акторську гру в останньому сезоні «Шиттс-Крік», і серіал став першим, який отримав премію «Еммі» у всіх чотирьох основних категоріях комедійної акторської гри протягом одного року. Його робота над серіалом також принесла йому чотири нагороди «Canadian Screen Awards», серед інших нагород. Відтоді Леві зіграв другорядну роль у романтичній комедії «Щаслива пора» (2020), а також знявся у драмі «Солодка скорбота» (2023), написав сценарій і зрежисував її.

## Раннє життя
Леві народився в Торонто в сім'ї Юджина Леві та Дебори Дівайн. Його батько — єврей, а мати — протестантка. У Леві була бар міцва, а його родина святкує і Різдво, і Хануку. Він навчався у старшій школі Північно-Торонтонського коледжного інституту, а пізніше вивчав кіновиробництво в Йоркському університеті та Університеті Раєрсона.

## Кар'єра

### 2006—2012: Ранні роботи
Леві розпочав свою кар'єру як один із семи перших співведучих флагманської телепередачі MTV Canada «MTV Live». Він здобув популярність як співведучий (разом з Джессі Крукшенк) програми «The After Show» на каналі MTV Canada та її різних варіантів, таких як «The Hills: The After Show» та «The City: Live After Show». Ці шоу також час від часу транслювалися у Сполучених Штатах.
Після скасування «The After Show» та відходу Крукшенк, Леві написав сценарій, спродюсував та знявся у власному різдвяному спеціальному випуску для MTV «Daniel Levy's Holi-Do's & Don'ts». Він також був співведучим червоної доріжки церемонії вручення кіно і телепремії MTV, передшоу X Factor та національного висвітлення зимових Олімпійських ігор 2010 року у Ванкувері для CTV. Він також пробіг етап естафети олімпійського вогню. Він залишив MTV Canada у 2011 році після п'яти років роботи в мережі.
Як актор, він з'явився у чотирисерійній сюжетній арці канадського телесеріалу «Деґрассі: Наступне покоління», прем'єра якого відбулася як телефільм під назвою «Деґрассі їде в Голлівуд». У своїй історії про «Деґрассі» він зіграв кінопродюсера, який наймає Пейдж Міхальчук на головну роль у новому фільмі, режисером якого виступив Джейсон Мьюз. Він також знявся у трилері 2012 року «Кіберсталкер» та у комедійно-драматичному фільмі 2013 року «Іспит для двох» за участю Тіни Фей та Пола Радда.

### 2015—2020:Шиттс-Крік
У 2015 році Леві заснував компанію «Not a Real Company Productions» (разом зі своїм батьком Юджином Леві та керівниками Ендрю Барнслі та Фредом Леві). Їхнім першим проєктом був телевізійний пілотний епізод з CBC, результатом якого став серіал «Шиттс-Крік». Леві знявся в серіалі разом зі своїм батьком, сестрою Сарою Леві, Кетрін О'Гарою, Енні Мерфі та Крісом Елліоттом. «Шиттс-Крік» — перший телесеріал від компанії «Not a Real Company Productions». Леві публічно висловлювався щодо зображення пансексуальності своїм персонажем, кажучи: «Я думаю, що в деяких частинах Америки сексуальна неоднозначність Девіда була великим знаком питання. (Але) саме такі питання мене дуже захоплюють».
За свою роботу над серіалом «Шиттс-Крік» Леві був номінований на численні нагороди, зокрема на кілька премій «Canadian Screen Awards» за сценарій та акторську гру, вигравши нагороди за найкращий комедійний серіал, найкращий сценарій у комедійній програмі чи серіалі у 2016 році та найкращий комедійний серіал у 2019 році. У 2019 році серіал був номінований на премію «Еммі» за найкращий комедійний телесеріал. У березні 2019 року Леві оголосив, що серіал продовжено на шостий і останній сезон, і сказав, що рішення завершити серіал після шостого сезону на власних творчих умовах було «рідкісним привілеєм».
У липні 2017 року було оголошено, що Леві буде ведучим "Великого канадського пекарського шоу з Джулією Чан, прем'єра якого відбулася 1 листопада на каналі CBC. 30 жовтня Джон Дойл з газети The Globe and Mail розкритикував перший епізод шоу у своєму огляді, зокрема критикував «feyness»-поведінку Леві під час його роботи ведучим. Визнаючи важливість критики в медіа, Леві назвав використання слова «feyness» «образливим, безвідповідальним та гомофобним». 9 листопада громадський редактор газети «The Globe and Mail» Сільвія Стед опублікувала заяву, в якій пояснила, що "пан Дойл не знав, що пан Леві був геєм, і він використовував цей термін у значенні «дорогоцінності». Вона також визнала, що, попри те, що словник не визначає слово «fey» як образу, «нам потрібно розуміти не лише контекст слів, а й те, як вони розвиваються та сприймаються спільнотами, які можуть бути справедливо чутливими до низки значень». Леві та Чан повернулися як ведучі другого сезону програми, прем'єра якого відбулася у вересні 2018 року. У березні 2019 року Леві оголосив у Твіттері, що він і Чан не повернуться як ведучі третього сезону шоу, посилаючись на конфлікт у розкладі.
У травні 2019 року він був основним спікером на щорічному фестивалі їжі від The Infatuation під назвою «EEEEATSCON».
У червні 2019 року, з нагоди 50-ї річниці Стоунволлських бунтів, які започаткували сучасний рух за права ЛГБТ, «Queerty» назвав його одним із Pride50 — «першопрохідців, які активно забезпечують рух суспільства до рівності, прийняття та гідності для всіх ЛГБТК-людей».
У січні 2020 року він та його батько, Юджин Леві, були запрошеними ведучими «Шоу Елен Дедженерес», замінюючи Дедженерес, поки та брала вихідний. Вони виконали багато звичайних обов'язків ведучої, зокрема взяли інтерв'ю у інших акторів «Шиттс-Крік» — Кетрін О'Гари та Енні Мерфі.
У липні 2020 року серіал «Шиттс-Крік» був номінований на 15 премій «Еммі» за свій останній сезон, а Леві отримав нагороди у категоріях найкращий комедійний серіал, найкращий актор другого плану в комедійному серіалі, найкращий сценарій комедійного серіалу та найкращу режисуру комедійного серіалу. Це був перший комедійний серіал, який за один рік отримав перемогу у чотирьох головних категоріях акторської гри, перший комедійний або драматичний серіал, який виграв усі сім головних нагород за один рік, і комедія з найбільшою кількістю нагород за один рік, побивши рекорд серіалу «Дивовижна місіс Мейзел». Леві також став першою людиною, яка виграла нагороду в усіх чотирьох основних дисциплінах протягом одного року.

### 2020–тепер: ПісляШиттс-Крік
У серпні 2020 року Леві записався на 12-тижневий масовий відкритий онлайн-курс (MOOC) під назвою «Корінні народи Канади», який проводили доктор Трейсі Беар (Нація крі з Монреальського озера) та доктор Пол Гаро (метис та франкоканадець) з Університету Альберти, та почав його просувати. Леві також провів дванадцять прямих трансляцій–інтерв'ю з викладачами курсу та щотижневими запрошеними спікерами, щоб обговорити теми, пов'язані з кожним із 12 модулів курсу[первинне джерело]. Леві написав у твіттері 15 листопада 2020 року, що щотижневі дискусії були «справді трансформаційними». Леві також закликав послідовників та учасників курсу зробити пожертву Факультету корінних народів Університету Альберти, єдиному факультету такого роду в Північній Америці, пообіцявши подвоїти пожертви до 25 000 доларів.
У вересні 2020 року Леві знявся разом із Бетт Мідлер, Кейтлін Дівер, Сарою Полсон та Іссою Рей у телевізійному фільмі HBO «Прибережні еліти». Проєкт знімався дистанційно та зосереджувався на житті п'яти людей, які долають пандемію COVID-19.
6 лютого 2021 року Леві вів шоу «Суботнього вечора в прямому ефірі» за участю номінованої на премію «Греммі» музикантки Фібі Бріджерс як музичного гостя.
У вересні 2019 року Леві підписав трирічний контракт з ABC Signature. У вересні 2021 року було оголошено, що Леві підписав угоду з Netflix на написання та продюсування сценарного контенту для кіно та телебачення. «Солодка скорбота», режисерський дебют Леві, вийшов у обмеженому прокаті 29 грудня 2023 року та на Netflix 5 січня 2024 року. У фільмі знялися Леві, Рут Негга, Люк Еванс, Хімеш Патель, Селія Імрі, Девід Бредлі та Арно Валуа. Леві описав фільм як «історію кохання про дружбу».

## Фільмографія

### Кіно
| Рік  |    | Українська назва             | Оригінальна назва                        | Роль                                                              |
| ---- | -- | ---------------------------- | ---------------------------------------- | ----------------------------------------------------------------- |
| 2009 | тф | Деґрассі їде в Голлівуд      | англ. Degrassi Goes Hollywood            | Роббі / англ. Robbie                                              |
| 2012 | ф  | Кіберсталкер                 | англ. Cyberstalker                       | Джек Дейтон / невідомий чоловік / англ. Jack Dayton / Unknown Man |
| 2013 | ф  | Іспит для двох               | англ. Admission                          | Джеймс / англ. James                                              |
| 2014 | ф  | Страх перед сценою           | англ. Stage Fright                       | репортер на червоній доріжці / англ. red carpet reporter          |
| 2017 | кф |                              | англ. Robot Bullies                      | робот 1 / англ. robot 1                                           |
| 2019 | тф | Різдвяне шоу Кейсі Масґрейвс | англ. The Kacey Musgraves Christmas Show | оповідач / англ. narrator                                         |
| 2020 | тф | Шановний клас 2020           | англ. Dear Class of 2020                 | Девід Роуз / англ. David Rose                                     |
| 2020 | тф | Прибережні еліти             | англ. Coastal Elites                     | Марк Хестерман / англ. Mark Hesterman                             |
| 2020 | ф  | Щаслива пора                 | англ. Happiest Season                    | Джон / англ. John                                                 |
| 2023 | ф  | Маєток з привидами           | англ. Haunted Mansion                    | Вік / англ. Vic                                                   |
| 2023 | ф  | Солодка скорбота             | англ. Good Grief                         | Марк / англ. Marc                                                 |
| 2024 | кф |                              | англ. Loewe: Decades of Confusion        |                                                                   |
| 2024 | ф  | Без глазурі                  | англ. Unfrosted                          | Енді Воргол / англ. Andy Warhol                                   |
| 2026 | ф  | Друзі-тварини                | англ. Animal Friends                     |                                                                   |

### Телебачення
| Рік       |    | Українська назва             | Оригінальна назва                   | Роль                                            |
| --------- | -- | ---------------------------- | ----------------------------------- | ----------------------------------------------- |
| 2009—2009 | с  | Деґрассі: Наступне покоління | англ. Degrassi: The Next Generation | Роббі / англ. Robbie (4 серії)                  |
| 2015—2020 | с  | Шиттс-Крік                   | англ. Schitt's Creek                | Девід Роуз / англ. David Rose (80 серій)        |
| 2018—2018 | с  | Американська сімейка         | англ. Modern Family                 | Йона / англ. Jonah (1 серія)                    |
| 2021—2021 | мс | Команда К                    | англ. Q-Force                       | Честен Барклі / англ. Chasten Barkley (2 серії) |
| 2023—2023 | с  | Ідол                         | англ. The Idol                      | Бенджамін / англ. Benjamin (1 серія)            |
| 2023—2023 | с  | Сексуальна освіта            | англ. Sex Education                 | Томас Моллой / англ. Thomas Molloy (4 серії)    |
| 2024—2024 | с  | Угамуй свій запал            | англ. Curb Your Enthusiasm          | Ейб Зекельман / англ. Abe Zeckelman (1 серія)   |

### У інших амплуа
| Рік       | Вид | Назва            | Оригінальна назва           | Режисер | Сценарист | Продюсер |
| --------- | --- | ---------------- | --------------------------- | ------- | --------- | -------- |
| 2015–2020 | тс  | Шиттс-Крік       | Schitt's Creek              | Так     | Так       | Так      |
| 2023      | кф  | Солодка скорбота | Good Grief                  | Так     | Так       | Так      |
| 2024      | кф  |                  | Loewe: Decades of Confusion | Ні      | Так       | Ні       |

### Музичні відео
| Рік  | Назва                     | Артист         | Роль             | Прим.  |
| ---- | ------------------------- | -------------- | ---------------- | ------ |
| 2005 | «Behind These Hazel Eyes» | Келлі Кларксон | гість на весіллі | [ 55 ] |

## Нагороди і номінації
У 2023 році його було названо членом Ордену Канади.

## Особисте життя
Леві проводить час між Торонто та Лос-Анджелесом, хоча сам казав, що Лондон є його «улюбленим містом» після того, як жив там у 2005 році.
Спочатку він уникав публічного зазначення своєї сексуальної орієнтації, хоча в інтерв'ю «Flare» 2015 року його назвали «членом ЛГБТ-спільноти». В інтерв'ю з Енді Коеном у 2020 році Леві сказав, що він «очевидно гей» і здійснив камінг-аут ще у 18 років.